# Rasmus Højlund
Rasmus Winther Højlund (ur. 4 lutego 2003) – duński piłkarz grający na pozycji napastnika w Manchesterze United oraz w reprezentacji Danii. Uczestnik Mistrzostw Europy 2024.

## Kariera klubowa

### F.C. Kopenhaga
Højlund dołączył do FCK jako zawodnik młodzieżowy. Jako młodzieżowiec zadebiutował 25 października 2020 roku w meczu z AFG. W grudniu 2020 roku przedłużył kontrakt z FCK do 31 grudnia 2023 roku.
Pierwsze dwa gole dla FCK strzelił 29 lipca 2021 roku w meczu przeciwko Tarpieda-BiełAZ Żodzino w Lidze Konferencji.

### Sturm Graz
28 stycznia 2022 roku ogłoszono, że Højlund podpisał kontrakt ze Sturm Graz do 2026 roku. Zadebiutował 12 lutego 2022 roku i strzelił dwa gole.
27 sierpnia 2022 roku przeszedł do włoskiego klubu Atalanta BC.

### Atalanta BC
Højlund strzelił swojego pierwszego gola dla Atalanty 5 września 2022 roku w wyjazdowym meczu z Monzą.

### Manchester United
5 sierpnia 2023 roku podpisał pięcioletni kontrakt z opcją przedłużenia o kolejny rok z Manchesterem United. W nowym klubie zadebiutował 3 września 2023 roku w przegranym 3:1 meczu przeciwko Arsenalowi, zmieniając w 67 minucie spotkania Anthony'ego Martiala. Pierwszą bramkę dla Manchesteru United zdobył 20 września 2023 roku w przegranym 4:3 spotkaniu przeciwko Bayernowi Monachium.

## Drużyna narodowa
Rasmus Højlund zadebiutował w kadrze U/16 25 września 2018 roku, w kadrze U/17 4 sierpnia 2019 roku, a w kadrze U/19 4 września 2021 roku.
W reprezentacji A zadebiutował 22 września 2022 roku, gdzie wszedł w 60. minucie w przegranym 1:2 meczu z Chorwacją w turnieju Ligi Narodów. 23 marca 2023 roku zadebiutował w wyjściowym składzie przeciwko Finlandii w eliminacjach do Mistrzostw Europy 2024. Højlund strzelił hat tricka w meczu, który zakończył się wynikiem 3:1 dla Danii.

## Statystyki

### Klubowe
(aktualne na 12 sierpnia 2025)
| Klub               | Sezon              | Liga               | Liga | Liga | Puchar kraju | Puchar kraju | Puchar ligi | Puchar ligi | Europa | Europa | Inne | Inne | Suma | Suma |
| Klub               | Sezon              | Liga               | M    | B    | M            | B            | M           | B           | M      | B      | M    | B    | M    | B    |
| ------------------ | ------------------ | ------------------ | ---- | ---- | ------------ | ------------ | ----------- | ----------- | ------ | ------ | ---- | ---- | ---- | ---- |
| FC København       | 2020/21            | Superligaen        | 4    | 0    | 1            | 0            | –           | –           | 0      | 0      | –    | –    | 5    | 0    |
| FC København       | 2021/22            | Superligaen        | 15   | 0    | 1            | 0            | –           | –           | 11     | 5      | –    | –    | 27   | 5    |
| Sturm Graz         | 2021/22            | Bundesliga         | 13   | 6    | 0            | 0            | –           | –           | 0      | 0      | –    | –    | 13   | 6    |
| Sturm Graz         | 2022/23            | Bundesliga         | 5    | 3    | 1            | 2            | –           | –           | 2      | 1      | –    | –    | 8    | 6    |
| Atalanta BC        | 2022/23            | Serie A            | 32   | 9    | 2            | 1            | –           | –           | –      | –      | –    | –    | 34   | 10   |
| Manchester United  | 2023/24            | Premier League     | 30   | 10   | 5            | 1            | 2           | 0           | 6      | 5      | –    | –    | 43   | 16   |
| Manchester United  | 2024/25            | Premier League     | 32   | 4    | 3            | 0            | 2           | 0           | 15     | 6      | 0    | 0    | 52   | 10   |
| Manchester United  | 2025/26            | Premier League     | 0    | 0    | 0            | 0            | 0           | 0           | –      | –      | –    | –    | 0    | 0    |
| Ogólnie w karierze | Ogólnie w karierze | Ogólnie w karierze | 131  | 32   | 13           | 4            | 4           | 0           | 34     | 17     | 0    | 0    | 182  | 53   |

## Życie prywatne
Ma dwóch braci Oscara i Emila, którzy również są piłkarzami. Emil gra w Schalke 04 a Oscar w Eintracht Frankfurt.

## Sukcesy

### FC Kopenhaga
- Superligaen (1x): 2021/2022

### Sturm Graz
- Puchar Austrii (1x): 2022/2023

### Manchester United
- Puchar Anglii (1x): 2023/2024